# 姚之蘭
姚之蘭（？—?），字汝芳，號芳麓，直隸安慶府桐城縣人。明朝政治人物。

## 生平
隆庆己巳（1569年）四月初一日生。万历十六年（1588年）戊子科應天府鄉試第四十二名舉人，二十九年（1601年）登辛丑科三甲二百三名进士，户部觀政，三十年授福建海澄县知县，兴修水利，变盐碱地为良田，民称其地为姚港。丁憂歸，三十七年起补博野县知县，三十八年迁南礼部祠祭司主事，四十年升任本部郎中，四十三年出任杭州府知府，四十七年考察，四十八年補汀州府知府。尝以库羡金应朝廷加征军饷，使不累民。督饷使者以闻，将超擢，以母老请归，天啓三年三月加本省按察司副使銜致仕，年六十九卒。

## 家族
曾祖姚瑞。祖父姚希廉。父姚自虞，貢生。
有子姚孙棨、姚孙槃、姚孙榘（天启二年進士）、姚孙棐（崇祯庚辰進士）、姚孙果。孫姚文然，癸未进士；姚文燕，順治辛丑進士；姚文熊，康熙丁未進士。